# Xihoumenbrug
De Xihoumenbrug (Chinees: 西堠门大桥, Hanyu pinyin: Xīhòumén Dàqiáo) is een hangbrug over de Hangzhoubaai die Cezi en Jintang verbindt, twee van de eilanden die samen de stad Zhoushan uitmaken. De brug is gelegen in de provincie Zhejiang in de Volksrepubliek China.
Bij zijn inauguratie op 25 december 2009 stond de hangbrug qua overspanning op de tweede positie in de wereldranglijst, enkel voorafgegaan door de elf jaar oudere Japanse Akashi-Kaikyo-brug. De totale lengte van de brug met de opritviaducten is 5.300 meter, de eigenlijke brug 2,6 kilometer, de hoogte van de twee pylonen 211 meter, de grootste overspanning 1.650 meter.
De brug werd gefinancierd door de provincie Zhejiang en de constructieperiode liep van 2005 tot 2009. De brug werd op dezelfde dag ingehuldigd als de 26,5 km lange Jintangbrug op dezelfde verbindingsroute.